# Гојислав Трпимировић
Гојислав (лат. Goyslauus; умро 1020. године), био је легендарни хрватски краљ из династије Трпимировић. Владао је, као савладар брата Крешимира, од 1000. до 1020. године.

## Биографија
Након Стјепанове смрти, Крешимир и Гојислав су почели да организују побуну против свога брата у намери да се домогну престола. Ступају у везе са бугарским царем Самуилом. Стјепан, њихов отац, је у устанку комитопула стао на страну византијског цара Василија. Византију су у овом рату подржавали и Светослав Суроња и Млетачка република. Светослав је наставио очеву политику. Самуило је 998. године напао Хрватску чиме је отпочео трогодишњи Хрватско-бугарски рат. Самуило заузима читаву Далмацију коју је од византијског цара добио Светославов отац. Пао је и Задар. Самуило је читаву територију поверио на управу Крешимиру и Гојиславу. Уз његову помоћ, браћа су збацила Светослава и преузела власт у Хрватској.
Гојислав и Крешимир су покушали да поврате далматинске градове које је крајем 10. века заузела Млетачка република. Сукоби са Венецијом су обновљени 1018. године. Мир је закључен након посредовања византијског цара Василија. Након пораза Јована Владислава пред Драчем и реокупације Балкана, Василије је својој власти потчинио двојицу браће која су владала Хрватском, како наводи хроничар Јован Скилица. Кедрен такође пише о потчињавању хрватских владара Василију. Гојислав је умро 1020. године након чега је Крешимир самостално овладао Хрватском. Гојислав је сахрањен у цркви Светог Стефана у Солину.

## Породично стабло
|  |                         |  |  |  |  |  |  |  |  |  |  |  |  |  |  |  |
|  | 16. Трпимир II          |  |  |  |  |  |  |  |  |  |  |  |  |  |  |  |
|  |                         |  |  |  |  |  |  |  |  |  |  |  |  |  |  |  |
|  |                         |  |  |  |  |  |  |  |  |  |  |  |  |  |  |  |
|  | 8. Крешимир I           |  |  |  |  |  |  |  |  |  |  |  |  |  |  |  |
|  |                         |  |  |  |  |  |  |  |  |  |  |  |  |  |  |  |
|  |                         |  |  |  |  |  |  |  |  |  |  |  |  |  |  |  |
|  | 4. Михаило Крешимир II  |  |  |  |  |  |  |  |  |  |  |  |  |  |  |  |
|  |                         |  |  |  |  |  |  |  |  |  |  |  |  |  |  |  |
|  |                         |  |  |  |  |  |  |  |  |  |  |  |  |  |  |  |
|  | 2. Стјепан Држислав     |  |  |  |  |  |  |  |  |  |  |  |  |  |  |  |
|  |                         |  |  |  |  |  |  |  |  |  |  |  |  |  |  |  |
|  |                         |  |  |  |  |  |  |  |  |  |  |  |  |  |  |  |
|  | 5. Јелена Славна        |  |  |  |  |  |  |  |  |  |  |  |  |  |  |  |
|  |                         |  |  |  |  |  |  |  |  |  |  |  |  |  |  |  |
|  |                         |  |  |  |  |  |  |  |  |  |  |  |  |  |  |  |
|  | 1. Гојислав Трпимировић |  |  |  |  |  |  |  |  |  |  |  |  |  |  |  |
|  |                         |  |  |  |  |  |  |  |  |  |  |  |  |  |  |  |
|  |                         |  |  |  |  |  |  |  |  |  |  |  |  |  |  |  |